# Genotrichia tonnoiri
Genotrichia tonnoiri är en tvåvingeart som beskrevs av Malloch 1938. Genotrichia tonnoiri ingår i släktet Genotrichia och familjen parasitflugor. Inga underarter finns listade i Catalogue of Life.